# Surdila-Găiseanca (gmina)
Surdila-Găiseanca – gmina w Rumunii, w okręgu Braiła. Obejmuje miejscowości Filipești i Surdila-Găiseanca. W 2011 roku liczyła 2501 mieszkańców. 